# 诺维亚勒
诺维亚勒（法語：Nauviale，法語發音：[novjal]）是法国阿韦龙省的一个市镇，属于罗德兹区。

## 地理
诺维亚勒（44°31'12"N, 2°25'43"E）面积26.19 平方千米，位于法国奧克西塔尼大區阿韦龙省，该省份为法国南部内陆省份，位于法國中央高原南部，北起顺时针与康塔爾省、洛泽尔省、加尔省、埃罗省、塔恩省、塔恩-加龙省和洛特省接壤。
与诺维亚勒接壤的市镇（或旧市镇、城区）包括：鲁埃格地区孔克、马西亚克瓦隆、穆雷、普吕讷、圣克里斯托夫瓦隆。

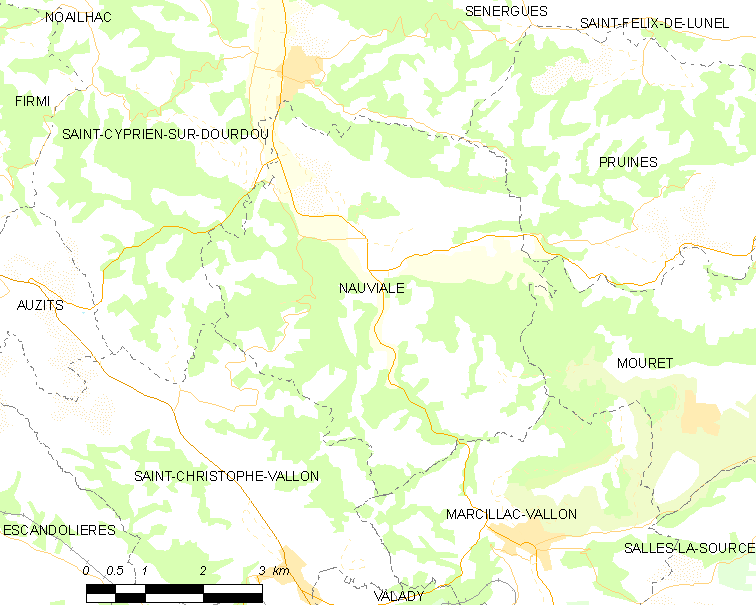
诺维亚勒的OSM定位图

诺维亚勒的时区为UTC+01:00、UTC+02:00（夏令时）。

## 行政
诺维亚勒的邮政编码为12330，INSEE市镇编码为12171。

## 政治
诺维亚勒所属的省级选区为山谷县。

## 人口

1962-2008年间诺维亚勒人口变化图示

诺维亚勒于2022年1月1日时的人口数量为591人。